# Cinnamomum wilsonii
Cinnamomum wilsonii  (лат.) — вид двудольных растений рода Коричник (Cinnamomum) семейства Лавровые (Lauraceae).

## Распространение и среда обитания
Эндемик Китая, известный из провинций Шэньси, Сычуань, Хубэй (отсюда типовой экземпляр), Хунань, Гуандун, Цзянси и из Гуанси-Чжуанского автономного района.

## Ботаническое описание
Дерево высотой около 25 м. Ветви цилиндрические, тёмно-коричневого цвета (сухие — пурпурно-коричневые).
Листья жилистые, серо-зелёные сверху и блестяще-зелёные снизу, яйцевидные или продолговато-ланцетные; листорасположение очерёдное или супротивное.
Соцветие — одиночная метёлка с несколькими цветками.
Цветёт в апреле и мае, плодоносит с июня.

## Значение
Высушенная кора растения используется в медицине для лечения травм, болей в животе и прочего. Олиственные ветви и плоды содержат эфирное масло, которое применяют для ароматизации пищи, мыла.

## Таксономия
Cinnamomum wilsonii Gamble, Plantae Wilsonianae 2(1): 66–67. 1914.
Вид впервые описан британским ботаником Джеймсом Сайксом Гэмблом в 1914 году. Диагноз был опубликован в книге «Plantae Wilsonianae», содержащей перечень древесных растений, собранных в Западном Китае для Дендрария Арнольда Гарвардского университета в 1907, 1908 и 1910 годах, подготовленной Э. Вильсоном, изданной под редакцией Чарльза Сарджента.
Синоним — Cinnamomum wilsonii var. multiflorum Gamble.